# Häfen Eggolsheim
Die Häfen Eggolsheim umfassen zwei Anlandungsstellen am Main-Donau-Kanal (MDK) und einen Hafen sowie mehrere Gewerbegebiete im Westen des Markts Eggolsheim im oberfränkischen Landkreis Forchheim.

## Geographie
Die Häfen Eggolsheim liegen an drei räumlich getrennten Standorten jeweils zwei Kilometer südlich und westlich des Ortskerns von Eggolsheim. Sie befinden sich auf einer Höhe von 250 m ü. NN an der Haltung Strullendorf bei Kanalkilometer:
- MDK km 21,9 W: WSA-Betriebslände
- MDK km 22,3 W: Liapor-Betriebs-Lände (Pautzfeld)
- MDK km 24,2 O: alter Ölhafen

## Geschichte

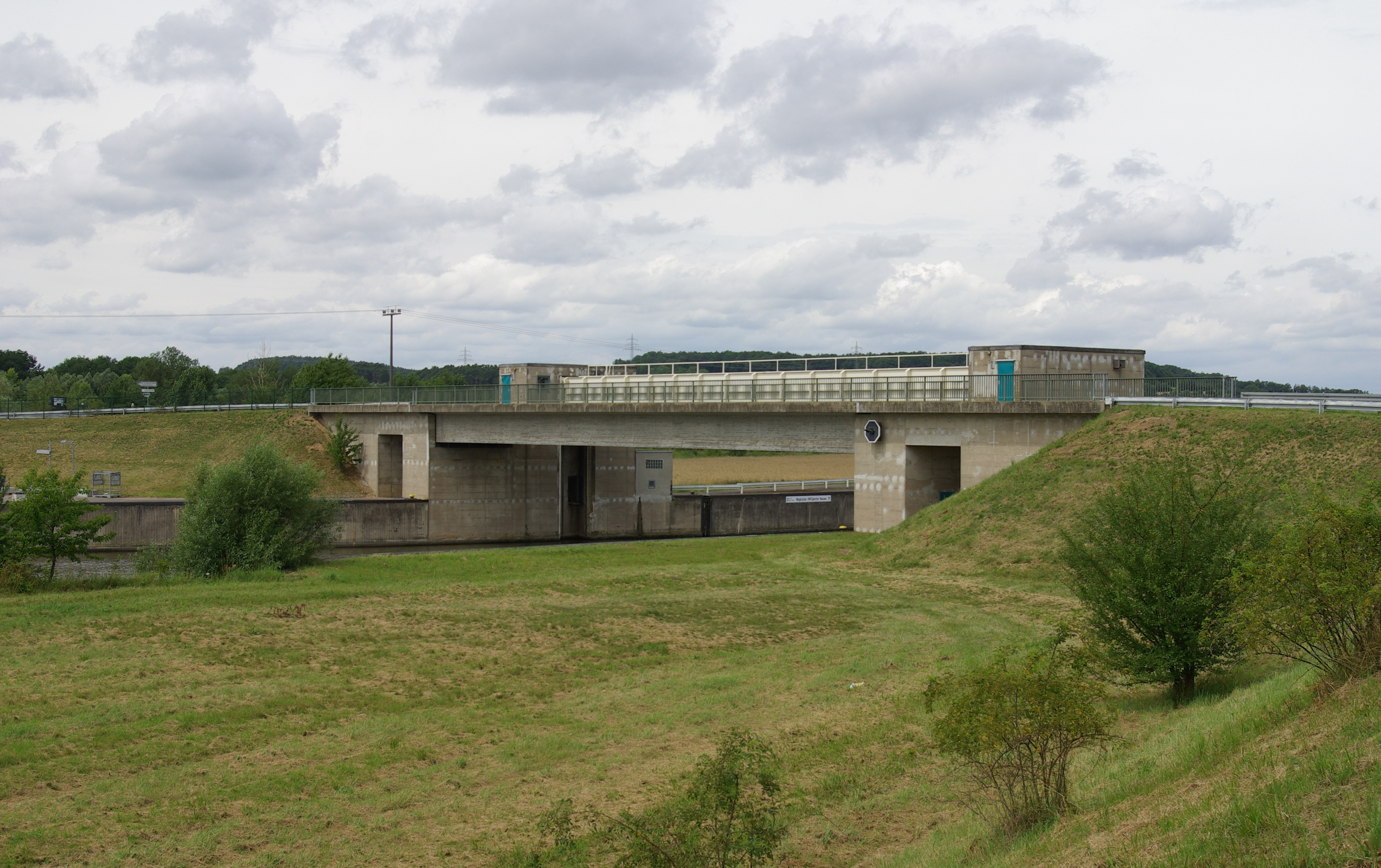
Hochwassersperrtor Neuses

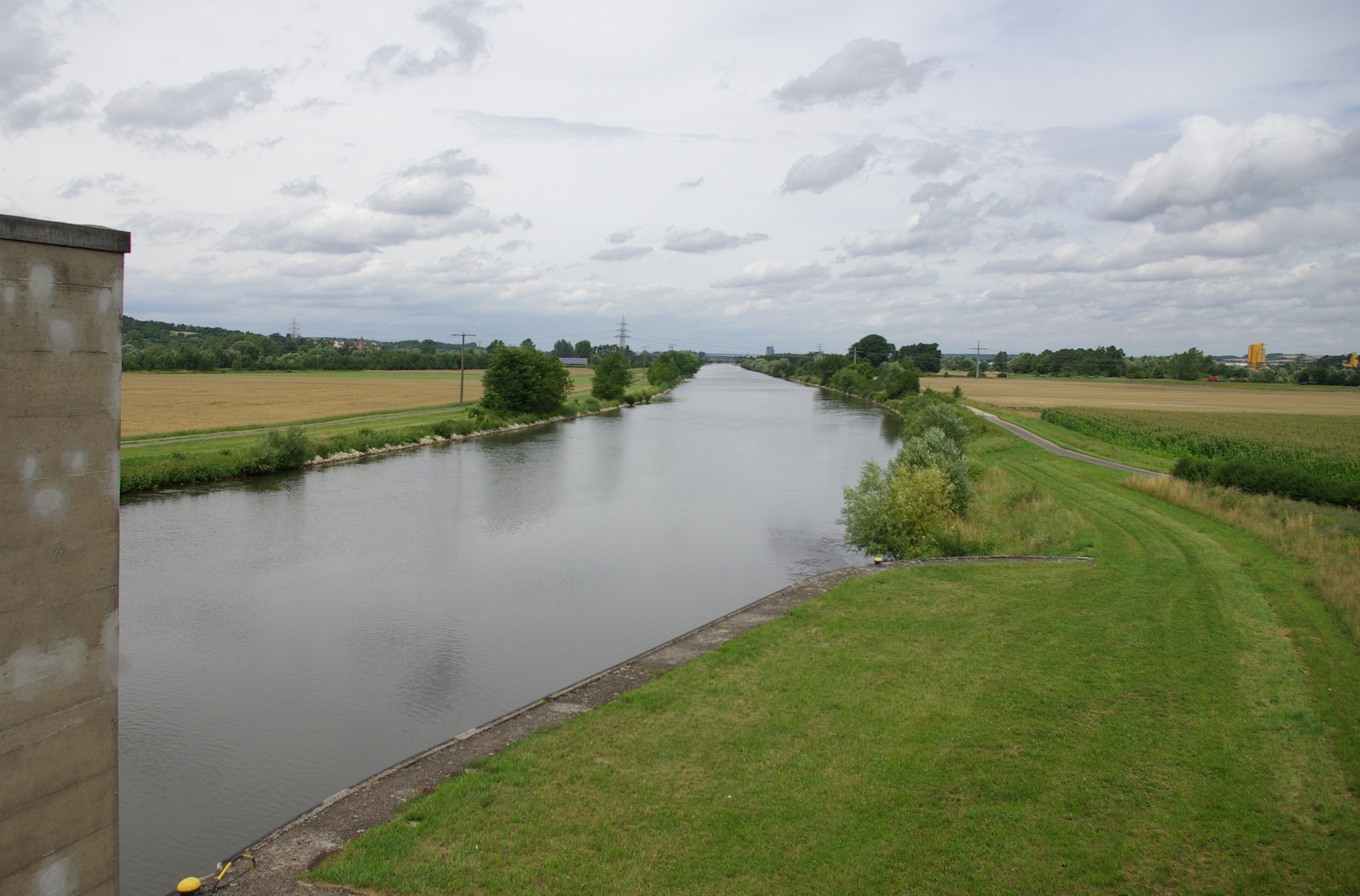
MDK bei Eggolsheim-Neuses
Unterwasser Hochwassersperrtor
Blickrichtung Strullendorf

Bereits seit den 1840er Jahren führte der Ludwig-Donau-Main-Kanal westlich an Eggolsheim vorbei. Nach Schäden im Zweiten Weltkrieg wurde er, auch aufgrund der nicht mehr zeitgemäßen Beförderungskapazitäten um 1950, aufgelassen. In den 1960er Jahren wurde er zwischen Nürnberg und Erlangen als Trassenführung der Bundesautobahn 73 zugeschüttet, vollständig überbaut und liegt seither bei Eggolsheim trocken; die Planungen und Bautätigkeiten für den Kanalneubau begannen. 1966 erreichte der Kanalneubau Eggolsheim und der heute aufgelassene Ölhafen ging in den Betrieb. Mit einem Hafenbecken von 125 × 25 Metern war er neben dem Hafen Nürnberg der einzige echte Hafen am Kanal, der eine von der Fahrtrinne baulich abgegrenzte Liegemöglichkeit besaß. Der Umschlag kam dort allerdings in den 1980er Jahren, als der Kanal Fürth erreicht hatte, bereits wieder zum Erliegen. Viele Jahre blieben die Anlagen am Ölhafen ruinös; inzwischen sind sie abgebaut und die Zufahrt ist abgespundet worden. Ein Gleisanschluss an die 600 Meter östlich vorbeiführende Bahnstrecke Nürnberg–Bamberg war ursprünglich vorgesehen und wäre sehr einfach herzustellen gewesen, dieser wurde aber mangels Nachfrage nicht verwirklicht.

## Gewerbe und Infrastruktur
In Betrieb befindet sich heute die WSA-Lände mit 70 Metern Kailänge; dort werden ausschließlich Betriebsmittel des Kanals umgeschlagen, Eisbrecher geparkt usw.
Ein gewerblicher Güterumschlag findet nur an der Liapor-Betriebslände statt. Es gibt eine etwas in die Jahre gekommene Acht-Tonnen-Verladeanlage an 110 Meter Kaianlagen. Strom, Wasser und Fäkalienpumpe sind vorhanden; eine Zollabfertigung vor Ort ist nicht vorgesehen. Es kann dort ein Gütermotorschiff mit 110 Metern Länge festmachen und beladen werden, allerdings mit nur eingeschränktem Tiefgang, da die Wassertiefe nicht dem Fahrwasser entspricht. An der WSA-Lände und an der Außenlände Ölhafen besteht jeweils ein Liegeplatz ohne Ver- und Entsorgungsanschlüsse für Schiffe der Berufsschifffahrt bis zu 70 Metern Länge. Diese dürfen aber nur bei kurzen Wartezeiten oder Betriebsstörungen des Kanals in Anspruch genommen werden. Zwischen der WSA-Lände und der Liapor-Lände bei Pautzfeld besteht ein ungesicherter Schiffswendeplatz, in der Wasserfahrzeuge bis zu einer Länge von 110 Metern notfalls wenden könnten. Eine Personenschifffahrt ist an allen drei Einrichtungen in Eggolsheim regulär nicht vorgesehen.

## Verkehr
Die Eggolsheimer Häfen sind über die Staatsstraßen 2264, ST 2244 und die Kreisstraßen FO 4 und FO 24 erschlossen. Es besteht in etwa vier Kilometer Entfernung eine Auffahrtmöglichkeit zur Bundesautobahn 73.

## Sonstiges
- 2009 war der ehemalige Ölhafen Eggolsheim einer der Drehorte des Films Das letzte Schweigen nach einem Krimi von Jan Costin Wagner unter der Regie des Drehbuchautors Baran bo Odar.[2]
- In der Nacht zum 21. Mai 2019 kollidierte ein mit 183 Passagieren besetztes Flusskreuzfahrtschiff an der Pautzfelder Brücke, da der Steuerstand nicht rechtzeitig abgesenkt war. Dieser wurde bei dem Aufprall umgerissen und das Schiff hierdurch manövrierunfähig. Es musste in der Fahrrinne notankern und auch an der Brücke entstand Sachschaden.[3]